# NGC 7306
NGC 7306 est une galaxie spirale située dans la constellation du Poisson austral. Cette galaxie a été découverte par l'astronome britannique John Herschel en 1834.
La vitesse de NGC 7306 par rapport au fond diffus cosmologique est de 3 236 ± 21 km/s, ce qui correspond à une distance de Hubble de 47,7 ± 3,4 Mpc (∼156 millions d'al).
Selon la base de données Simbad, NGC 7306 est une galaxie candidate au titre de galaxie active.

## Classification
Les avis diffèrent au sujet de la classification de NGC 7306. Selon les bases de données NASA/IPAC et HyperLeda , il s'agit d'une galaxie spirale barrée,, mais on ne voit aucune barre sur l'image du relevé Pan-STARRS. Le professeur Seligman opte pour une galaxie spirale intermédiaire et Wolfgang Steinicke propose plutôt une galaxie spirale ordinaire. Ces deux derniers choix, en particulier le dernier, semblent mieux décrire cette galaxie.